# سنان أوزون
سنان أوزون (بالتركية: Sinan Uzun)‏ هو لاعب كرة قدم تركي في مركز الهجوم، ولد في 25 يناير 1990 في سينوب في تركيا. لعب مع بالق أسير سبور وبي بي أرضروم سبور.

## وصلات خارجية
- سنان أوزون على موقع اتحاد تركيا (لاعب) (الإنجليزية)
- سنان أوزون على موقع Soccerway.com (الإنجليزية)
- سنان أوزون على موقع عالم كرة القدم.نت (الإنجليزية)